# Григорий (Хури-Абдулла)
Епи́скоп Григо́рий (в миру Эдвар Риад Хури-Абдулла, фр. Edwar Riad Khouri Abdullah, араб. خوري عبدالله‎; род. 1975, Латакия) — архиерей Антиохийской православной церкви, митрополит Хомсский (Эмесский) с 20 октября 2023.

## Биография
Сделался духовным сыном епископа Иоанна (Язиджи). Получил степень бакалавра информатики Тишринского университета в Латакии.
С 1992 года работал в воскресной школе Латакийской архиепископии.
В 2004 году в Патриаршем монастыре святого Георгия в Хумайре принял монашеский постриг. В 2005 году окончил Богословский институт святого Иоанна Дамаскина. В 2007 году был рукоположен в сан диакона. В 2008 году принял священство и был возведён в сан архимандрита епископом Аль-Хоснским Иоанном (Язиджи).
Служил в Аль-Хоснской епархии. В 2008 году после назначения епископа Иоанна (Язиджи) на Западноевропейскую митрополию перевёлся служить туда же. Кроме пастырского служения отвечал за епархиальный веб-сайт. В 2010 году окончил богословский факультет Афинского университета.
После избрания митрополита Иоанна (Язиджи) патриархом Антиохийским и всего Востока стал членом Патриаршего Совета; участвовал в создании Патриаршего медиа-центра и веб-сайта Антиохийской Патриархии. 7 октября 2014 года решением Священного Синода Антиохийской православной церкви был избран викарием Патриарха Антиохийского с титулом «епископ Эмиратский».
16 ноября того же года в Успенском соборе в Дамаске рукоположен во епископа Эмиратского, викария Дамасской епархии. Хиротонию совершили: Патриарх Антиохийский и всего Востока Иоанн X, митрополит Сурский Илия (Кфури), митрополит Хомский Георгий (Абу-Захам), митрополит Бострийский Савва (Эсбер), митрополит Багдадский Гаттас (Хазим), митрополит Французский Игнатий (Аль-Хуши), епископ Дарайский Моисей (Хури), епископ Сейднайский Лука (Хури), епископ Блуданский Николай (Баалбаки), епископ Тартусский Афанасий (Фахд), епископ Сафитский Димитрий (Шарбак), епископ Аль-Хоснский Илия (Туме), епископ Хрисопольский Константин (Кайял) и епископ Салукийский Ефрем (Маалули).
7 октября 2021 года назначен Главным секретарём Священного Синода Антиохийского Патриархата.
20 октября 2023 года Синодом Антиохийского патриархата избран митрополит Хомсским (Эмесским). 9 декабря того же года состоялаь его интронизация.